# Грузия на «Евровидении-2008»
Грузия на Евровидении-2008 была представлена певицей Дианой Гурцкая, исполнившей песню Peace will come. Грузия, участвовавшая во 2-й раз, заняла 11 место с 83 баллами в финале и 5 место с 107 баллами во втором полуфинале, улучшив своё достижение по сравнению с предыдущим, дебютным для себя годом.
Диана Гурцкая стала первой незрячей певицей из Восточной Европы, выступавшей на Евровидении.

## Об участнице[1]
Родилась в 1978 году в Абхазии. Окончила тбилисскую школу для слепых в 1995 году; дебютировала на сцене Тбилисской филармонии благодаря певице Ирме Сохадзе. Участвовала в 1995 году в конкурсе «Ялта-Москва-Транзит», получив специальный приз от жюри; тогда же познакомилась с Игорем Николаевым и дебютировала на российской сцене. Окончила в 2003 году музыкальное училище имени Гнесиных. В 2000 году Дианой выпущен альбом «Ты здесь», весной 2003 года вышел альбом «Ты знаешь, мама».
Гурцкая имеет звание Заслуженной артистки России, награждена грузинским орденом Чести, туркменским Золотым орденом Сердара и медалью Святой Варвары УПЦ МП. Выступала с известными исполнителями, среди которых известны Рэй Чарльз, Тото Кутуньо и Демис Руссос. Также она давала концерт в США на Мэдисон Сквер Гарден в Нью-Йорке.

## Национальный отбор

### Участники
Грузинское телевидение получило к 17 ноября 29 заявок от 12 исполнителей:
- Алеко Бердженишвили
- Диана Гурцкая
- Тамта Челидзе
- Тинатин (Тика) Пацация
- Тако Гачечиладзе
- Саломе Гасвиани
- Саломе Коркоташвили
- Гуга Апциаури
- Группа «Vivo»
- Ираклий Пирцхалава
- Группа «3G» (Тако, Нини и Кристине)
- Квартер «Театр»

31 декабря в новогоднем шоу «Новый год Евровидения» были представлены все 12 участников с их песнями (видеоклипы и живые выступления). Каждое воскресенье выходили теледневники, рассказывающие о конкурсантах отбора. 25 января 2008 состоялась пресс-конференция, на которой было объявлено официально обо всех участниках и определён порядок их выступления. Генеральная репетиция прошла 29 февраля, а 1 марта состоялся финал.

### Итоги
| №  | Исполнитель         | Песня                        | Проценты голосов | Номер |
| 1  | VIVO                | Life                         | 1.3 %            | 8     |
| 2  | Алеко Бердженишвили | The Beautiful Girl           | 1.3 %            | 9     |
| 3  | Саломе Гасвиани     | Share Your Love              | 32.9 %           | 2     |
| 4  | Ираклий Пирцхалава  | Freedom                      | 8.3 %            | 3     |
| 5  | Диана Гурцкая       | Peace Will Come              | 39.4 %           | 1     |
| 6  | Саломе Коркоташвили | Captaine                     | 3.0 %            | 6     |
| 7  | Teatroni            | Sakartvelo itsvevs megobrebs | 2.3 %            | 7     |
| 8  | Тика Пацация        | Never Change                 | 4.0 %            | 5     |
| 9  | 3G                  | I’m Free                     | 5.3 %            | 4     |
| 10 | Тако Гачечиладзе    | Me And My Funky              | 0.9 %            | 10    |
| 11 | Тамта Челидзе       | Give Me Your Love            | 0.8 %            | 11    |
| 12 | Гуга Апциаури       | Don’t Look At Me             | 0.5 %            | 12    |

## Промотур
Перед Евровидением Диана Гурцкая совершила большой европейский тур: первая его часть прошла в Эстонии, Швеции и Литве. Диана встретилась с победителем Евровидения-2001, представителем Эстонии Дэйвом Бентоном, шведской певицей Каролой и участником Евровидения-2008 Яронимасом Милюсом. Вторая часть прошла на Украине, Мальте, в Болгарии и Македонии. Также она посетила Кипр, Армению и Беларусь: в Минске завершился её промотур концертом на День Победы.
Для российских поклонников Диана исполнила песню на телеканале НТВ в эфире программы «Главный герой». Уже после Евровидения была записана русская версия песни под названием «Мир придёт».

## Выступление
До самого конкурса Диана хранила содержание номера в тайне, объяснив только, что должна будет «донести песню до зрителя», а не «сама бегать и прыгать». Платье было сшито по советам брата Дианы Роберта, сценический образ проработали стилисты Дмитрий Винокуров и Любовь Сухова. В номере были задействованы два танцора и три бэк-вокалиста: одним из вокалистов стал Анри Джохадзе, принявший вскоре участие и в Евровидении-2012.
Автор независимого интернет-проекта «Евровидение-Казахстан» Андрей Михеев назвал эту песню одной из лучших в репертуаре Дианы и отметил высокие шансы на выход в финал. Выставленные условные баллы по 10-балльной шкале

- Mузыка: Одна из лучших песен Дианы, без сомнения. 8/10
- Текст: Выдержано в стиле гимна за мир. 8/10
- Вокал: Стабилен. 8/10
- Итог: Важно не переборщить с постановкой, имеет хорошие шансы на выход в финал. 8/10

Председатель российского фан-клуба OGAE Антон Кулаков назвал этот «гимн за мир» одним из лучших песен-гимнов, когда-либо звучавших на Евровидении. Он выставил максимальные баллы по 10-балльной шкале:

- Музыка: Брейтбург в своем репертуаре. Блеск. 10/10
- Текст: Иногда нелишне доказать, что гимн за мир может быть круче предыдущих. 10/10
- Вокал: Пронзительный, отличный вокал. 10/10
- Итого: Вот это будет лучшим результатом слепого вокалиста на Евро. 10/10

Диана выступила во втором полуфинале и вышла с 5-го места в финал, набрав 107 баллов. В финале она заняла уже 11-е место с 83 баллами. Баллов она набрала меньше, чем её предшественница Софо Халваши, но заняла более высокие позиции.

## Голосование

### В полуфинале
| Голоса за исполнительницу из Грузии во втором полуфинале | Голоса за исполнительницу из Грузии во втором полуфинале |
| -------------------------------------------------------- | -------------------------------------------------------- |
| Оценка                                                   | Страны                                                   |
| 12                                                       | Украина Кипр                                             |
| 10                                                       | Турция Белоруссия Латвия Литва                           |
| 8                                                        | Чехия                                                    |
| 7                                                        | -                                                        |
| 6                                                        |                                                          |
| 5                                                        | -                                                        |
| 4                                                        | Болгария                                                 |
| 3                                                        | -                                                        |
| 2                                                        | Исландия Венгрия                                         |
| 1                                                        | Швеция                                                   |

| Голоса телезрителей Грузии во втором полуфинале | Голоса телезрителей Грузии во втором полуфинале |
| ----------------------------------------------- | ----------------------------------------------- |
| Оценка                                          | Страна                                          |
| 12                                              | Украина                                         |
| 10                                              | Литва                                           |
| 8                                               | Хорватия                                        |
| 7                                               | Португалия                                      |
| 6                                               | Латвия                                          |
| 5                                               | Турция                                          |
| 4                                               | Белоруссия                                      |
| 3                                               | Дания                                           |
| 2                                               | Кипр                                            |
| 1                                               | Венгрия                                         |

### В финале
| Голоса за исполнительницу из Грузии | Голоса за исполнительницу из Грузии |
| ----------------------------------- | ----------------------------------- |
| Оценка                              | Страны                              |
| 12                                  | -                                   |
| 10                                  | Армения                             |
| 8                                   | Латвия Украина                      |
| 7                                   | Кипр Россия                         |
| 6                                   | Белоруссия                          |
| 5                                   | Литва Мальта Эстония                |
| 4                                   | Турция Греция Азербайджан Чехия     |
| 3                                   | Молдавия                            |
| 2                                   | Израиль                             |
| 1                                   | Португалия                          |

| Голоса телезрителей Грузии | Голоса телезрителей Грузии |
| -------------------------- | -------------------------- |
| Оценка                     | Страна                     |
| 12                         | Армения                    |
| 10                         | Украина                    |
| 8                          | Россия                     |
| 7                          | Азербайджан                |
| 6                          | Турция                     |
| 5                          | Норвегия                   |
| 4                          | Греция                     |
| 3                          | Израиль                    |
| 2                          | Латвия                     |
| 1                          | Хорватия                   |